# Michel Souamas
Michel Souamas (ur. 26 lutego 1975) – piłkarz gaboński grający na pozycji bramkarza.

## Kariera klubowa
W swojej karierze piłkarskiej Souamas grał między innymi w klubach Petrosport FC, US Bitam, TP Akwembe i FC 105 Libreville. Z US Bitam wywalczył w 2003 roku dublet – mistrzostwo i Puchar Gabonu. Z FC 105 był mistrzem kraju w 2007 roku.

## Kariera reprezentacyjna
W reprezentacji Gabonu Souamas zadebiutował w 1997 roku. W 2000 roku został powołany do kadry na Puchar Narodów Afryki 2000. Na nim był trzecim bramkarzem i nie rozegrał żadnego spotkania.